# 서울천동초등학교
서울천동초등학교는 대한민국 서울특별시 강동구 길동에 위치한 공립 초등학교이다.

## 학교 연혁
- 1983년 6월 7일 서울천동국민학교 개교(39학급)
- 1996년 3월 1일 현재 교명으로 개칭
- 2006년 2월 28일 과학실 리모델링
- 2006년 9월 13일 도서실 리모델링, 방과후 초등돌봄교실 개관
- 2008년 12월 10일 학교 공원화 사업 준공 및 영어전용교실 개관
- 2009년 8월 1일 제2영어전용교실 개관
- 2010년 8월 22일 보건실, 자료실 리모델링, 학습준비물지원센터 설치
- 2010년 12월 27일 안전강화학교 구축 사업
- 2011년 3월 31일 급식실 리모델링(1층) 및 학생식당 신축(5층)
- 2011년 10월 30일 CCTV 설치 공사
- 2012년 1월 25일 세면대 설치 공사
- 2012년 9월 23일 교사 외부도장공사, 천동학생오케스트라 창단
- 2013년 4월 12일 학교 상징 개선(교훈, 교표, 교목 개정)
- 2013년 4월 30일 학교 도서실(글벗나루) 개관
- 2016년 1월 14일 꿈꾸는 화장실 리모델링 완료
- 2016년 8월 17일 교사 내외부 도장 공사, 수돗가 정비 공사
- 2016년 12월 26일 체육관 완공 (『어울마루』)
- 2017년 2월 3일 운동장 스탠드(데크) 교체
- 2018년 2월 13일 제35회 졸업생(계 127명, 누계 11,221명)
- 2018년 3월 1일 40학급 편성(남454명, 여411명, 총865명)
- 2018년 11월 8일 에코스쿨(햇살꿈터) 조성 사업 완료
- 2019년 2월 15일 제36회 졸업식(계 132명, 누계 11,353명)
- 2019년 3월 1일 40학급 편성(특수학급 2학급 포함, 남454명, 여411명, 계 865명)
- 2019년 9월 1일 제11대 어진숙 교장 취임
- 2020년 1월 8일 제37회 졸업생(계 155명, 누계 11,508명)
- 2020년 3월 1일 40학급 편성(특수학급 2학급 포함, 남432명, 여414명, 계 846명)
- 2023년 6월 7잂 개교 40주년

## 학교 상징
- 교롸 - 개나리 : 늘 밝은 마음으로 서로 사랑하고 협동하는 희망찬 천동 어린이
- 교목 - 소나무 : 미래의 큰 뜻을 이루기 위해 굳은 의지와 인내심을 가지고 노력하는 천동 어린이

## 참고 자료
- 서울천동초등학교 - 한국교육학술정보원 학교알리미